# Amos Biwott
Amos Kipwabok Biwott  (ur. 8 września 1947 w Nandi) – kenijski lekkoatleta, długodystansowiec, złoty medalista olimpijski z Meksyku.
Największe sukcesy odnosił w biegu na 3000 metrów z przeszkodami. Jako pierwszy Kenijczyk wywalczył mistrzostwo olimpijskie na tym dystansie. Przed igrzyskami olimpijskimi w 1968 w Meksyku startował w tej konkurencji tylko trzy razy. Zastosował nowatorską technikę pokonywania przeszkód. Nie stawiał nogi na przeszkodzie, by się z niej odbić, tylko przeskakiwał przeszkodę w sposób płotkarski. Skracał w ten sposób czas pokonania przeszkody o pół sekundy.
W przedbiegu i finale biegu na 3000 m z przeszkodami na igrzyskach w Meksyku był jedynym zawodnikiem, który nie zamoczył się w rowie z wodą. W finale niespodziewanie zwyciężył przed swym rodakiem Benjaminem Kogo o 0,6 s.
Zdobył brązowy medal na 3000 m z przeszkodami na Igrzyskach Brytyjskiej Wspólnoty Narodów w 1970 w Edynburgu. Na igrzyskach olimpijskich w 1972 w Monachium zajął 6. miejsce na tym dystansie, a na Igrzyskach Brytyjskiej Wspólnoty Narodów w 1974 w Christchurch był ósmy.
Po zakończeniu kariery lekkoatletycznej pracował w kenijskiej służbie więziennej, ale został zwolniony w 1978 za kradzież. Potem przez jakiś czas był dozorcą stadionu.
Jego żona Chereno Maiyo startowała w barwach Kenii na igrzyskach olimpijskich w Monachium na 800 metrów i 1500 metrów. Są małżeństwem od 1973 i mają pięcioro dzieci.